# Acadian

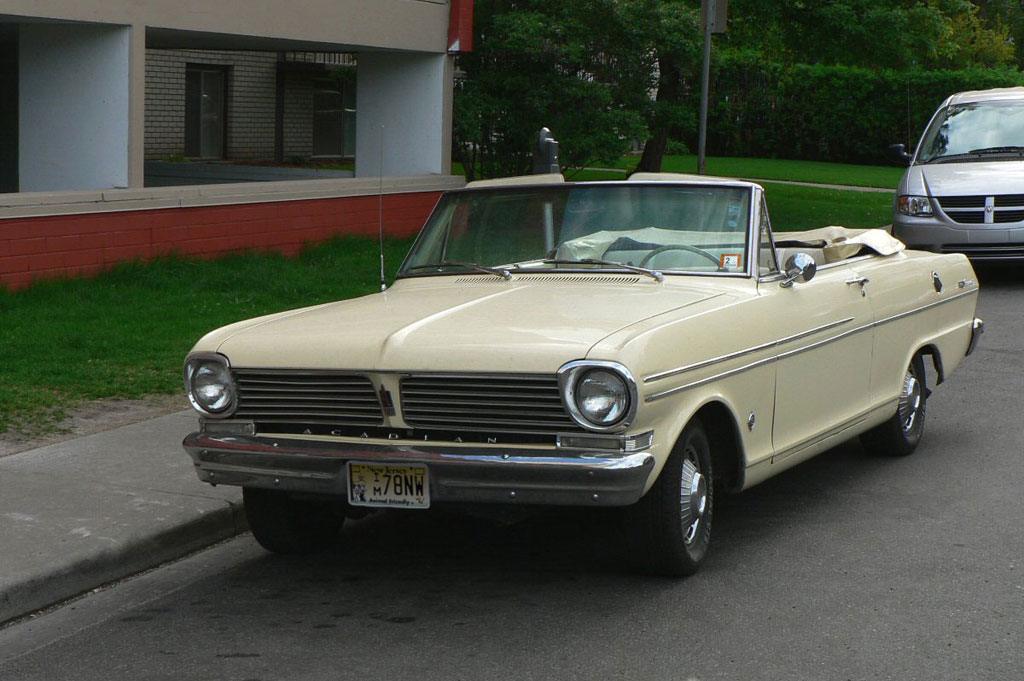
Acadian Beaumont convertible, 1963

Acadian is een automerk, geproduceerd door General Motors Canada tussen 1962 en 1971. De Acadian werd geïntroduceerd zodat Canadese Pontiac-Buick-dealers een compact model auto konden verkopen, aangezien de Pontiac Tempest niet verkrijgbaar was in Canada. Aanvankelijk was het plan dat de Acadian gebaseerd zou zijn op de Chevrolet Corvair, die werd geproduceerd in de fabriek van GM in Oshawa. Het concept werd echter verplaatst naar het Chevy II-platform dat in 1962 werd geïntroduceerd. Het merk werd ook aangeboden in Chili, met modellen gebouwd in Arica.
Buick · Cadillac · Chevrolet · Corvette · GMC ·
Holden

Voormalige merken:
Acadian (1962–1971) · Asüna (1992–1995) · Beaumont (1966–1969) · Bedford Vehicles (1930–1986) · Daewoo (1999–2011) · Elmore (1893–1912) · Geo (1989–1997) · Hummer (1992–2010) · LaSalle (1927–1940) · Marquette (1929–1930) · McLaughlin automobile (1918–1942) · Oakland (1907–1931) · Oldsmobile (1897–2004) · Opel (1929-2017) · Passport (1988–1991) · Pontiac (1926-2010) · Ranger (1968–1976) · Saab (1989-2010) · Saturn (1985–2010) · Scripps-Booth (1913–1923) · Statesman (1971–1984) · Vauxhall (1925-2017) ·  Viking (1929–1931) · Yellow Coach (1925–1943)